# Hepatite A
Hepatite A (anteriormente denominada hepatite infeciosa) é uma doença infeciosa aguda do fígado causada pelo vírus da hepatite A (VHA). Muitos casos apresentam poucos ou nenhum sintomas, especialmente nos mais jovens. O intervalo de tempo entre a infecção e o aparecimento de sintomas, nas pessoas que os manifestam, é de duas a seis semanas. Quando ocorrem sintomas, têm geralmente a duração de oito semanas e podem incluir náuseas, vómitos, diarreia, pele amarela, febre e dores abdominais. Entre 10 e 15% dos doentes verifica-se recorrência dos sintomas durante os seis meses posteriores à infecção inicial. É raro ocorrer insuficiência hepática aguda, sendo mais comum entre idosos.
A doença é geralmente transmitida ao comer ou beber alimentos ou água contaminados com fezes infetadas. O marisco mal cozinhado é uma fonte relativamente comum. A doença pode também ser transmitida por contacto próximo com uma pessoa infetada. Embora as crianças muitas vezes não manifestem sintomas, são igualmente capazes de infetar outras pessoas. Após a primeira infeção a pessoa ganha imunidade para o resto da vida. O diagnóstico requer exame de sangue, já que os sintomas são similares a de inúmeras outras doenças. É um dos cinco tipos conhecidos de vírus de hepatite: A, B, C, D e E.
A vacina contra a hepatite A é eficaz na prevenção da doença. Alguns países recomendam a vacinação de rotina em crianças e pessoas em grupos de risco que não foram anteriormente vacinadas. A vacina aparenta ser eficaz durante toda a vida. Entre outras medidas de prevenção estão lavar as mãos frequentemente e cozinhar os alimentos de forma adequada. Não existe tratamento específico, sendo apenas recomendado descanso e medicamentos para as náuseas e para a diarreia, caso sejam necessários. A infeção geralmente resolve-se sozinha e sem causar outras doenças no fígado. No caso de provocar insuficiência hepática aguda, o tratamento consiste num transplante de fígado.
Em todo o mundo ocorrem anualmente cerca de 1,4 milhões de casos sintomáticos de hepatite A e 102 milhões de infeções, tanto sintomáticas como assintomáticas. A doença é mais comum em regiões onde há escassez de água potável e não existe saneamento. Nos países em vias de desenvolvimento, cerca de 90% das crianças até aos 10 anos já foi infetada, sendo assim imunes na idade adulta. A doença ocorre muitas vezes em surtos nos países pouco desenvolvidos, em que as pessoas não são expostas durante a infância e a maioria da população não é vacinada. Em 2010, a hepatite A aguda provocou a morte a 102 000 pessoas. Todos os anos, em 28 de julho, o Dia Mundial de Combate à Hepatite procura alertar o público para a hepatite viral.

## Causas
A transmissão é feita por alimentos mal preparados e água contaminadas por fezes contendo o vírus (transmissão fecal-oral), além da possível presença de fômites no ciclo.  Pode ocorrer em surtos epidêmicos (água contaminada), tendo relação com menores condições socioeconômico-educacionais. Geralmente acomete a população infantil.
O vírus é ingerido com os alimentos ou água. O período de incubação dura cerca de um mês. No intestino infecta os enterócitos da mucosa onde se multiplica. Daí dissemina-se pelo sangue, e depois infecta principalmente as células para as quais mostra a preferência, os hepatócitos do fígado. Este tropismo é devido à abundância nessas células dos receptores membranares a que o vírus se liga durante a invasão. Os vírions produzidos são secretados nos canais biliares e daí, via ampola de Vater, no duodeno, sendo expelidos nas fezes.
Apresenta período de incubação curto: 2–6 semanas. O vírus pode ser isolado nas fezes 15 dias antes dos sintomas e até 15 dias após sua resolução.

## Sinais e sintomas
Os sintomas se dão tanto devido aos danos do vírus como à reacção destrutiva para as células infectadas pelo sistema imunitário. Mais de metade dos doentes são assintomáticos, particularmente em crianças.
Os sintomas mais comuns são:
- Pele e olhos amarelados;
- Febre;
- Dor abdominais;
- Náuseas e vômito constantemente;
- Falta de apetite;
- Urina mais escura;
- Fadiga (Cansaço)
- Dor nas articulações;
- Diarreia que se mantém durante cerca de um mês.

### Complicações
Em 0,6% dos casos, principalmente em maiores de 40 anos, a hepatite A é fulminante, destruindo o fígado em 6 a 8 semanas, causando:
- Pele e olhos amarelados (Icterícia)
- Problemas de coagulação (Coagulopatia como hematomas, hemorragia ou trombose
- Sintomas neurológicos (encefalopatia hepática)

Também pode causar insuficiência renal aguda e sepse.
O único tratamento é um transplante hepático rapidamente, portanto a mortalidade é de 80%.

## Diagnóstico
Clinicamente se analisam sintomas como icterícia, inchaço do fígado e outros sinais de infecção viral. O diagnóstico confirmatório é por detecção indireta de anticorpos específicos anti-HAV do tipo IgM e IgG em exame de sangue.

## Prevenção
- Respeito às medidas de higiene universais: hábito de higienização das mãos, alimentar-se com alimentos de origem esclarecida, ingerir água tratada (uso de cloro na desinfecção da água)
- Cuidados de saneamento básico: (esgoto, fossas sépticas)
- Vacinação
- Imunização passiva por imunoglobulinas humanas não específicas para prevenir casos secundários, quando existência de caso índex.

## Tratamento

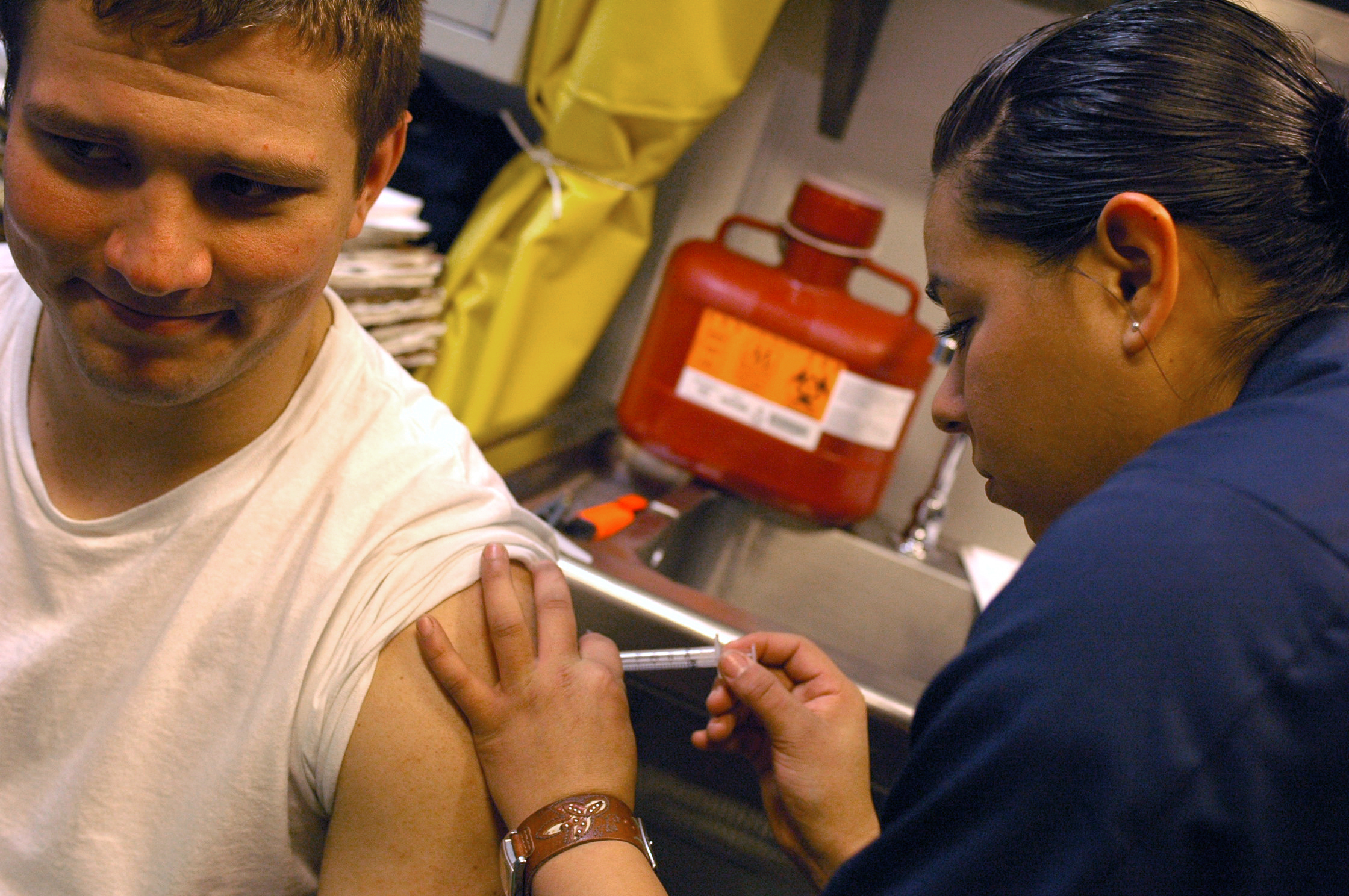
Vacinação permite prevenir o aparecimento da doença.

Assim como em outras doenças virais comuns, o próprio organismo combate a doença sendo o tratamento mais comum apenas dos sintomas. É importante repouso e beber muita água. Pessoas que vivam no mesmo domicílio que o paciente infectado ou que estejam em más condições de saúde podem receber imunoglobulina policlonal para protegê-los contra a infecção. O consumo de álcool deve ser abolido até pelo menos três meses depois que as enzimas hepáticas voltarem ao normal.

## Prognóstico
Em 99% dos casos segue-se a recuperação e cura após alguns dias de repouso. Em 1% dos casos os sintomas podem ser muito mais graves e de desenvolvimento rápido, a denominada hepatite fulminante. Ocorre icterícia mais intensa e encefalopatia (devido à não regulação pelo fígado da amônia sanguínea neurotóxica), com distúrbios psiquiátricos e degradação das funções mentais superiores, seguida de morte em 80% dos casos. Na hepatite por HAV ao contrário da Hepatite B ou C, não há casos de doença crônicas. Quando acomete adultos a doença é muito mais sintomática, prolongada e com risco muito maior de agravar do que na criança.
Apresenta a característica de não cronificar, mas pode apresentar casos arrastados. A forma fulminante é muito rara (0,6% dos casos) e aumenta seus casos com o aumento da idade. Mais de 40% dos casos de hepatite são causados pelo HAV, e 50% da população adulta já o terá encontrado.

## Epidemiologia

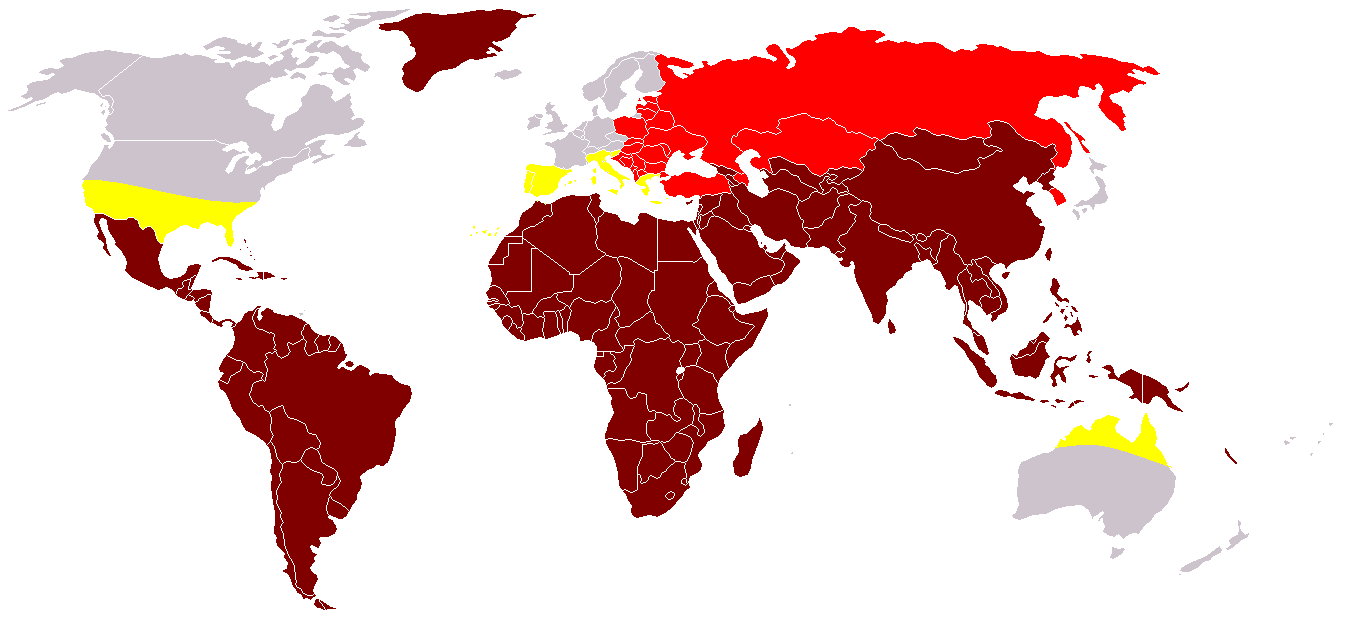
No mundo ocorrem cerca de 1,5 milhões de casos a cada ano, a maioria destes nos países em desenvolvimento.

Nos países de língua portuguesa a prevalência é alta, com 15 a 150 casos para cada 100.000 habitantes por ano.
No Brasil, 75% da população adulta já teve contato com o vírus (apresentando sorologia IgG-anti HVA positiva). Os anticorpos são protetores para toda vida, não há manifestações por imunocomplexos. No Brasil ocorrem cerca de 10 casos por 100 mil habitantes em 2007.[ligação inativa] No Brasil, mais de 57% dos casos ocorre entre crianças com menos de 10 anos e é cerca de 15% mais frequente em homens (na razão 10:8,5). É menos comum na região Sudeste (0,88 a 5,0 casos a cada 100mil hab.) e mais comum na região Norte (11,37 a 36,18 casos a cada 100 mil habitantes). Entre 1999 e 2011 foram registrados um total de 138305 casos pelo SUS. A vacina está disponível pelo SUS, em Centros de Referência para Imunobiológicos Especiais (CRIE), é são importantes para crianças e também para doadores de órgãos, imunodeprimidos, emigrantes de países com alto índice e para quem teve outra doença hepática recente.
Na década de 70 e 80, Portugal era o país da Europa ocidental com maior número de casos de hepatite A com uma prevalência altíssima nas crianças. Graças a campanha de vacinação e ao tratamento de água atualmente o número de casos é moderado. Em 1995, pelo menos em algumas áreas urbanas portuguesas, apenas 43% da população com 25 anos de idade tinha tido contato com o vírus da hepatite A. Em 2005 houve um surto de hepatite A neste mesmo país, 67% destes casos antingiram ciganos portugueses. Dentre as crianças e adolescentes portugueses analisados entre 1999 e 2003, mostraram sinais de terem sido infectados em algum momento de sua vida (anticorpos HAV): 1,6% aos cinco anos, 3,9% aos oito anos e 32,5% aos quatorze anos.